# Aeroportul Delaware Coastal
Aeroportul Delaware Coastal (IATA: GED, ICAO: KGED, FAA LID: GED) este un aeroport din Delaware, Statele Unite ale Americii ce deservește zona Georgetown. Aeroportul a fost tranzitat în 2019 de 98 de pasageri.
Situat la o altitudine de 16 m, aeroportul dispune de 2 piste.

## Infrastructură

### Piste
Aeroportul dispune de 2 piste. Pista 04/22 are suprafața de asfalt și dimensiunile 5.500 picioare × 150 picioare. Pista 10/28 are suprafața de asfalt și dimensiunile 3.109 picioare × 75 picioare. 